# ناحیه هولمز، میشیگان
ناحیه هولمز (به انگلیسی: Holmes Township) یک منطقهٔ مسکونی در ایالات متحده آمریکا است که در شهرستان منامنی، میشیگان واقع شده‌است.
 ناحیه هولمز ۱۸۷٫۵ کیلومتر مربع مساحت و ۲۹۶ نفر جمعیت دارد و ۲۳۳ متر بالاتر از سطح دریا واقع شده‌است.